# Europees kampioenschap basketbal vrouwen 1962
Het 8e Europees kampioenschap basketbal vrouwen vond plaats van 22 tot 29 september 1962 in Frankrijk. 10 nationale teams speelden in Mulhouse om de Europese titel.

## Voorronde
De 10 deelnemende landen zijn onderverdeeld in twee poules van vijf landen. De top twee van elke poule plaatsten zich voor de halve finales, de overige landen speelden plaatsingswedstrijden.

### Groep A
| Datum        | Land              | Score   | Land              |
| ------------ | ----------------- | ------- | ----------------- |
| 22 september | Italië            | 37 – 86 | Tsjecho-Slowakije |
| 22 september | Joegoslavië       | 47 – 40 | Hongarije         |
| 23 september | Tsjecho-Slowakije | 53 – 35 | Joegoslavië       |
| 23 september | Sovjet-Unie       | 77 – 31 | Italië            |
| 24 september | Joegoslavië       | 39 – 52 | Sovjet-Unie       |
| 24 september | Hongarije         | 52 – 74 | Tsjecho-Slowakije |
| 25 september | Sovjet-Unie       | 88 – 29 | Hongarije         |
| 25 september | Italië            | 43 – 50 | Joegoslavië       |
| 26 september | Hongarije         | 55 – 43 | Italië            |
| 26 september | Tsjecho-Slowakije | 49 – 51 | Sovjet-Unie       |

| Groep A |                   |             |             |             |            |            |            |        |
| #       | Land              | Wedstrijden | Wedstrijden | Wedstrijden | Doelpunten | Doelpunten | Doelpunten | Punten |
| #       | Land              | G           | W           | V           | V          | T          | Saldo      | Punten |
| 1       | Sovjet-Unie       | 4           | 4           | 0           | 268        | 148        | +120       | 8      |
| 2       | Tsjecho-Slowakije | 4           | 3           | 1           | 262        | 175        | +87        | 7      |
| 3       | Joegoslavië       | 4           | 2           | 2           | 171        | 188        | -17        | 6      |
| 4       | Hongarije         | 4           | 1           | 3           | 176        | 252        | -76        | 5      |
| 5       | Italië            | 4           | 0           | 4           | 154        | 268        | -114       | 4      |

### Groep B
| Datum        | Land      | Score   | Land      |
| ------------ | --------- | ------- | --------- |
| 22 september | Polen     | 52 – 25 | België    |
| 22 september | Bulgarije | 55 – 26 | Frankrijk |
| 23 september | Frankrijk | 42 – 58 | Polen     |
| 23 september | Roemenië  | 42 – 44 | Bulgarije |
| 24 september | België    | 44 – 54 | Frankrijk |
| 24 september | Polen     | 35 – 38 | Roemenië  |
| 25 september | Roemenië  | 72 – 40 | België    |
| 25 september | Bulgarije | 60 – 38 | Polen     |
| 26 september | België    | 36 – 77 | Bulgarije |
| 26 september | Frankrijk | 43 – 50 | Roemenië  |

| Groep B |           |             |             |             |            |            |            |        |
| #       | Land      | Wedstrijden | Wedstrijden | Wedstrijden | Doelpunten | Doelpunten | Doelpunten | Punten |
| #       | Land      | G           | W           | V           | V          | T          | Saldo      | Punten |
| 1       | Bulgarije | 4           | 4           | 0           | 236        | 142        | +94        | 8      |
| 2       | Roemenië  | 4           | 3           | 1           | 202        | 162        | +40        | 7      |
| 3       | Polen     | 4           | 2           | 2           | 183        | 165        | +18        | 6      |
| 4       | Frankrijk | 4           | 1           | 3           | 165        | 207        | -42        | 5      |
| 5       | België    | 4           | 0           | 4           | 145        | 255        | -110       | 4      |

## Plaatsingswedstrijd 9e-10e plaats
| Datum        | Land   | Score   | Land   |
| ------------ | ------ | ------- | ------ |
| 28 september | Italië | 32 – 27 | België |

## Plaatsingswedstrijd 7e-8e plaats
| Datum        | Land      | Score   | Land      |
| ------------ | --------- | ------- | --------- |
| 28 september | Hongarije | 66 – 60 | Frankrijk |

## Plaatsingswedstrijd 5e-6e plaats
| Datum        | Land        | Score   | Land  |
| ------------ | ----------- | ------- | ----- |
| 29 september | Joegoslavië | 52 – 44 | Polen |

## Halve finales
| Datum        | Land        | Score   | Land              |
| ------------ | ----------- | ------- | ----------------- |
| 28 september | Bulgarije   | 51 – 54 | Tsjecho-Slowakije |
| 28 september | Sovjet-Unie | 69 – 29 | Roemenië          |

## Bronzen finale
| Datum        | Land      | Score   | Land     |
| ------------ | --------- | ------- | -------- |
| 29 september | Bulgarije | 48 – 36 | Roemenië |

## Finale
| Datum        | Land              | Score   | Land        |
| ------------ | ----------------- | ------- | ----------- |
| 29 september | Tsjecho-Slowakije | 46 – 63 | Sovjet-Unie |

## Eindrangschikking
| Goud   | Sovjet-Unie       |
| Zilver | Tsjecho-Slowakije |
| Brons  | Bulgarije         |
| 4      | Roemenië          |
| 5      | Joegoslavië       |

| 6  | Polen     |
| 7  | Hongarije |
| 8  | Frankrijk |
| 9  | Italië    |
| 10 | België    |

1938 · 
1950 · 
1952 · 
1954 · 
1956 · 
1958 · 
1960 · 
1962 · 
1964 · 
1966 · 
1968 · 
1970 · 
1972 · 
1974 · 
1976 · 
1978 · 
1980 · 
1981 · 
1983 · 
1985 · 
1987 · 
1989 · 
1991 · 
1993 · 
1995 · 
1997 · 
1999 · 
2001 · 
2003 · 
2005 · 
2007 · 
2009 · 
2011 · 
2013 · 
2015 · 
2017 · 
2019 · 
2021 · 
2023